# شهید دلروز بیژگن
شهید دلروز بیژن، روستایی از توابع بخش پاتاوه شهرستان دنا در استان کهگیلویه و بویراحمد ایران است.

## جمعیت
این روستا دهستان سادات محمودی قرار داردوپاسگاه انتظامی میمند دراین روستاقراردارد. براساس سرشماری مرکز آمار ایران در سال ۱۳۸۵، جمعیت آن ۱۳۹ نفر (۲۹خانوار) بوده‌است.